# Ostmark
Ostmark, más tarde denominado Alpen- und Donau-Reichsgaue ("Distrito de Danubio y Alpes"), fue el nombre dado a la mayor parte de Austria durante su anexión por la Alemania nacionalsocialista. Comenzó después del Anschluss de 1938 y subsistió hasta 1942, cuando el territorio fue definitivamente integrado en el Reich Alemán.
De acuerdo con el Ostmarkgesetz del 1 de mayo de 1939, Austria fue dividida en siete reichsgau que corresponden a los nueve estados austríacos actuales, cada uno bajo la administración de un funcionario del Gobierno con las oficinas de dos de Reichsstatthalter (gobernador) y Gauleiter (líder del Partido nazi). De igual manera, el término Österreich, que significa Imperio del Este, fue cambiado por los alemanes a Ostmark (Marca Oriental, el primer nombre del país en la Edad Media), que en 1942 fue modificado por Donau- und Alpenreichsgaue, o Territorios del Danubio y de los Alpes.
De modo similar, el nombre de la Baja Austria (que segregó a la ciudad de Viena formando su unidad administrativa propia) y el de la Alta Austria fueron sustituidos por Bajo Danubio y Alto Danubio, respectivamente, con el objetivo de erradicar toda referencia a Austria como país independiente. A cambio de ello, Austria recibió territorios del sur de los Sudetes. Además, Tirol y Vorarlberg se fusionaron formando el "Reichsgau" de este último nombre, y el estado de Burgenland se disolvió entre la primera y Estiria.
Por otro lado, Carintia (incluyendo el enclave tirolés de Tirol Oriental) y Estiria aumentaron su territorio hacia el sur con la campaña militar de 1941 a expensas de Yugoslavia (territorios eslovenos de la Alta Carniola y Koroška).
Si bien la incorporación de Austria a Alemania fue reconocida internacionalmente en su momento (excepto por México), en 1943 las potencias aliadas acordaron la restauración y desnazificación de Austria en la Declaración de Moscú, hecha efectiva en abril de 1945 con las fronteras de marzo de 1938.